# 女神山
女神山（めがみやま）は、秋田県仙北郡美郷町と岩手県和賀郡西和賀町の境にある山である。標高は955.4m。山頂には三等三角点「女神山」が設置されている。

## 概要

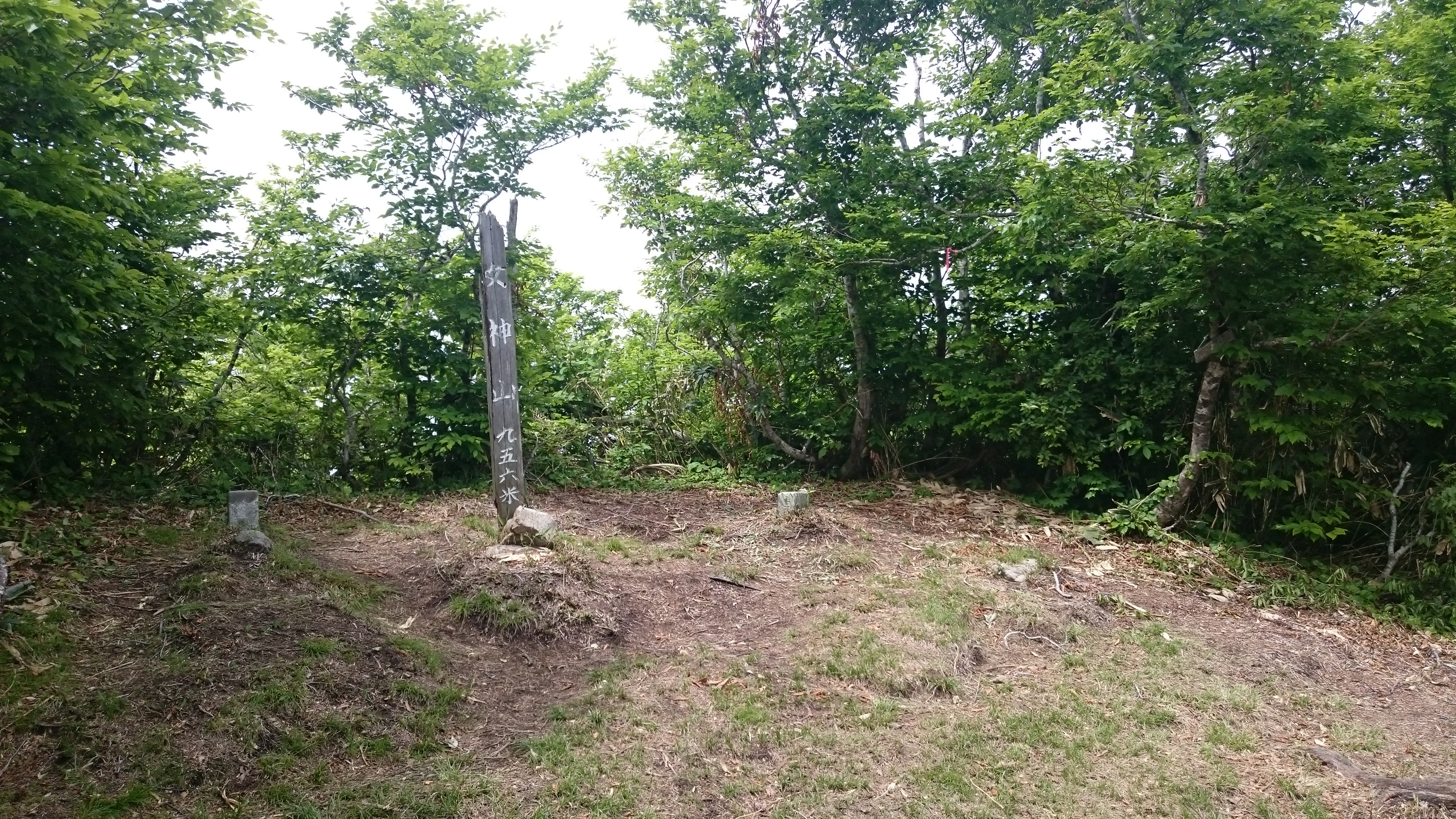
女神山山頂

女神山は秋田と岩手の県境にまたがる真昼山地の南端部に位置する山である。東北百名山に選ばれている。秋田県側の美郷町方面から見ると、手前に「秋田女神」(870m)が見え、その奥に「岩手女神」として女神山が見える特徴がある山容である。
岩手側登山コース周辺には、白糸の滝など7つの滝があり楽しめる。また、中腹に見事なブナ林が見られるブナ見平があり、一帯は「下前風景林」に指定されている。また、ふもとの「女神霊泉」は「いわての名水二十選」に選ばれている。
山頂は岩手県側の展望がよく、西に移動すると秋田県側の展望が良い場所がある。
いくつかの登山コースがあるが、白岩岳や和賀岳などの和賀山塊から、風鞍や真昼岳を経由して、女神山に至る大縦走も可能である。善知鳥コースは2003年に整備されたコースで、後ろのツル道コースは2014年に整備されたコースである。

## 登山
- 西和賀直登コース 駐車場 - 女神山・白糸の滝分岐 - 女神山登山口 - 急登 - 水場(夏は枯れる) - 県境分岐 - 急登 - 山頂
- 西和賀ブナ見平コース 駐車場 - 女神山・白糸の滝分岐 - 女神山登山口 - 後ろのツル道との分岐 - ブナ見平 - 県境分岐 - 急登 - 山頂
- 善知鳥コース 駐車場 - 5回の渡川と8回の堰堤越え - 松阪登り口 - 滝見台 - 兎平分岐(大峠) - 小峠(860m) - 明鳥沢山(868m) - 山頂
- 後ろのツル道コース 六郷ダム駐車場 - 登山口 - 旧湯田神社 - オトシの三角点(478.3m) - 熊見平(662m) - のぞき窓 - カナクラ鞍部(664m) - ブナ見平コースとの分岐 - ブナ見平 - 県境分岐 - 山頂